# Engina corinnae
Engina corinnae är en snäckart som beskrevs av Crovo 1971. Engina corinnae ingår i släktet Engina och familjen valthornssnäckor. Inga underarter finns listade i Catalogue of Life.